# ローカる!
『ローカる!』は、2019年10月27日からRKB毎日放送（RKBラジオ）で放送されている情報番組。

## 概要
九州北部・山口のコミュニティFM局とRKBラジオをつなぎ、地域の名所や地元の有名人などを紹介していく番組

## 放送時間
- 土曜日 17:20 - 17:35 (JST)2025年4月現在
- 日曜日 11:00 - 11:15（JST。2021年4月4日[2] - ）

## ネット局
- AirStaionHibiki 毎週月曜午前10時
- goto FM 毎週木曜13時30分～or毎週日曜22時～
- COME ON!FM 毎週金曜9時30分・毎週金曜19時30分
- レインボーエフエム（エフエム諫早） 毎週土曜16時45分～

## 過去の放送時間
- 日曜日 17:45 - 18:00（JST。2019年10月27日 - 2020年3月29日）
- 日曜日 6:25 - 6:40（JST。2020年4月5日[3] - 2020年9月27日）
- 日曜日 9:35 - 9:50（JST。2020年10月4日[4] - 2021年3月28日）※「アサラジ!」に内包

## パーソナリティ
- 案内役:辻満里奈(RKBアナウンサー)
- 現地取材:植木哲也